# جوشوا إل. جونز
جوشوا إل. جونز (بالإنجليزية: Joshua L. Johns)‏ هو محامي وشخصية أعمال وسياسي أمريكي، ولد في 27 فبراير 1881 في إيغل في الولايات المتحدة، وتوفي في 16 مارس 1947 في غرين باي في الولايات المتحدة. حزبياً، نشط في الحزب الجمهوري. وقد انتخب عضو مجلس النواب الأمريكي.